# Jakob Rullmann
Franz Jakob Gottlieb Rullmann (* 12. August 1807 in Eckardroth; † 18. Januar 1884 in Kesselstadt) war ein deutscher evangelischer Theologe und Historiker.

## Leben
Der Vater von Jakob Rullmann war Amtmann und Patrimonialrichter der Familie von Hutten in Eckardroth im Vogelsberg. Seine Mutter Marie war eine geborene Zinkand. Jakob besuchte die Schule im Kloster Schlüchtern (heute Ulrich-von-Hutten-Gymnasium) und studierte ab 1826 Evangelische Theologie an der Philipps-Universität Marburg.
Seine berufliche Karriere begann als Assistent des Pfarrers in Schlüchtern, wo er ab 1832 auch Hilfspfarrer und Lehrer an der städtischen Schule wurde. 1835 übernahm er die zweite Pfarrstelle in Bieber im Spessart. Nach 20 Jahren wurde er nach Hintersteinau im Vogelsberg versetzt. Zu diesem Zeitpunkt war er gesundheitlich angeschlagen, was er auf das raue Klima der Gegend zurückführte. Er bat deshalb um Versetzung an den Main, wo das Klima günstiger war. 1869 wurde seinem Versetzungswunsch entsprochen und er erhielt die Pfarrstelle in Kesselstadt, die er bis zu seinem Tod 1884 versah. Bis 1876 war er zusätzlich Lokalschulinspektor.
Am 7. Juni 1836 heiratete er Karoline Ullrich (1817–1896). Aus dieser Ehe gingen 12 Kinder hervor.

## Historische Studien
Die krankheitsbedingten Ausfallzeiten nutzte er zu historischen, insbesondere kirchengeschichtlichen Forschungen. So erschien zunächst ein Werk zur Geschichte der Reformation des Klosters Schlüchtern, anschließend eine Geschichte der Pfarrei Hintersteinau, sowie zahlreiche Beiträge in historischen Zeitschriften. 1870 wurde er Vorsitzender des Hanauer Bezirksvereins für Hessische Geschichte und Landeskunde, ein Amt, das er bis 1880 ausübte. Nach mehrfachem Wechsel im Vorsitz in kurzer Zeit brachte er wieder Ruhe in die Vereinsarbeit. Unter seiner Ägide begann die höchst erfolgreiche archäologische Tätigkeit des Vereins und erstmals konnte er 1874 ein Museum einrichten, die Keimzelle des heutigen Historischen Museums Hanau. 1881 erschien seine Monografie zur Geschichte Kesselstadts.

## Ehrungen
Am 2. Februar 1882 erhielt er – zu seinem 50-jährigen Dienstjubiläum – aufgrund seiner historischen Forschungen die theologische Ehrendoktorwürde der Universität Marburg und wurde Ehrenmitglied sowohl des Hanauer Bezirksvereins für Hessische Geschichte und Landeskunde als auch des Kasseler Hauptvereins.
Nach Jakob Rullmann sind Straßen in Hanau-Kesselstadt und in Eckardroth benannt.

## Schriften
- Beiträge zur älteren Geschichte des Klosters Schlüchtern. In: ZVHessG[2] 13, 1871, S. 262–340.
- Die Einwirkungen des 30jaehrigen Krieges auf die Stadt Schlüchtern und ihre Umgegend, aus Kirchenbuechern zusammengestellt. 1875.
- Die Einwirkungen des dreißigjährigen Krieges auf die Stadt Schlüchtern und ihre Umgegend, aus Kirchenbüchern. In: ZVHessG 16, 1877, S. 201–249.
- Geschichte der evangelisch-reformirten Pfarrei Hintersteinau. In: ZVHessG 10, 1865, S. 39–96.
- Geschichte des Gymnasiums zu Schlüchtern. In: ZVHessG 14, 1873, S. 28–93.
- Geschichte der Reformation des Benedictinerklosters zu Schlüchtern. In: ZVHessG 9, 1862, S. 291–313.
- Hochzeitsbräuche zu Hintersteinau und Umgegend. In: ZVHessG 10, 1865, S. 289–298.
- Ein Kirchenvisitationsprotokoll über die evangelisch-reformirten Landpfarreien des Kreises Schlüchtern aus dem Jahre 1602. In: ZVHessG 15, 1874, S. 175–207.
- Die Schutzherrschaft über das Kloster Schlüchtern und ihre Vortheile und Nachtheile für dasselbe. In: ZVHessG 14, 1873, S. 1–16.
- Nachträge zu den Beiträgen der älteren Geschichte des Klosters Schlüchtern. In: ZVHessG 14, 1873, S. 17–27.
- Urkundliche Geschichte des Klosters Schlüchtern = ZVHessG 17, 1877, S. 1–290.
- Urkundliche Nachweise über die Anwesenheit der Hohenstaufen in der freien *Reichsstadt Gelnhausen. 1883
- Versuch einer Geschichte des Pfarrdorfes Kesselstadt. 1881.
- Versuch einer Geschichte des Pfarrdorfes Kesselstadt. Neudruck 1999.
- Weitere Beiträge zur urkundlichen Geschichte des Klosters Schlüchtern. In: ZVHessG 16, 1877, S. 250–300.